# 卞鍾夏
卞 鍾夏（ピョン・ジョンハ、朝鮮語: 변종하、1926年7月28日 - 2000年7月29日）は、大韓民国の洋画家、陶芸家、版画家。
本貫は草渓卞氏。号は石隠。卞 鐘下、卞 鐘夏（読み、ハングル同）とも表記される。

## 経歴
大邱出身。大邱啓聖中学校を経て、1942年に日本海軍の下士官候補生に選ばれたため、避難先の満州の新京市立美術院（新京美術学院）西洋画科に編入し西洋画を学んだ。解放後はソウルに留まり、1956年の第4回大韓民国美術展覧会で『ポプラ』で副統領賞を受賞した。弘益大学校と首都女子師範大学（現・世宗大学校）での講義担当を経て、1960年にフランスへ留学した。パリのアライアンス・フランセーズ・パリ（Alliance Française Paris）とアカデミー・ドゥ・ラ・グランド・ショミエール（Académie de la Grande Chaumière）で勉強した後、1962年にソルボンヌ大学で修学した。同年には美術評論家、詩人のルネ・ドルアン（Rene Druin）に見出され、ギャラリー・ルシアン・デュラン（Galerie Lucien Durand）と契約を結び、1967年までここで作品を発表した。また、ロンドン、ミュンヘンなどのギャラリーにも作品を出品した。この時期には連作『寓話』と連作『ドン・キホーテ』を制作し、画風は「新形象主義」あるいは「説話的象形主義」と呼ばれる。1965年にメキシコのマヤ遺跡を探検した後、帰国し伝統的な木刻幀画、朝鮮民画や紙函などの素材と技法を研究し、浮彫のような凹凸絵画などの新しいテーマと技法を開発し、連作『ドン・キホーテ以後』を創作した。1969年には大韓民国美術展覧会の審査員及び運営委員を務め、1975年には個展を開催した。卞の1970年代の作品が現実批判的なテーマが多かったが、1980年代には「叙情的風景」というテーマで花、鳥、木、月、トンボなどの静物を取り上げたことが多い。生涯には連作『寓話』、連作『ドン・キホーテ』、連作『ドン・キホーテ以後』、連作『ある種の誕生』や『自画像』など1000点余りを制作した。作品は油絵のほか、粉青沙器や青花のような陶磁器、版画など多岐にわたる。
1987年に糖尿病の合併症の脳梗塞で倒れ、以後は車椅子で生活しながら創作活動をしていたが、1998年ごろからは筆が持てない状態であった。2000年7月29日、ソウル大学校病院にて死去、享年74。